# Fort Nisqually
Pour les articles homonymes, voir Nisqually.
Le Fort Nisqually est un fort stratégique utilisé par la Compagnie de la Baie d'Hudson pour le commerce des fourrures.
Le fort est situé dans la zone du Puget Sound sur le territoire de l'État de Washington. Le fort a été ensuite déplacé. Renommé Fort Nisqually Granary, ce dernier accueille aujourd'hui un musée de Tacoma classé en tant que National Historic Landmark depuis le 15 avril 1970.

## Historique
Le fort devient le premier poste européen de commerce de fourrures dans le Puget Sound. La compagnie britannique Compagnie de la Baie d'Hudson l'édifie en 1833. William Fraser Tolmie séjourne dans le fort cette année en décrivant la région dans un journal. Le fort est situé à l'embouchure du Sequalitchew Creek (en) au nord du delta du fleuve Nisqually près d'où se trouve aujourd'hui la localité de DuPont (Washington).
La principale activité du fort se concentrait sur la collecte et la revente de fourrures de castors. Le fort était également actif dans la production de graines pour la consommation locale mais aussi pour l'exportation. De 1843 à 1857, durant la période de transition entre le régime anglais et le régime américain, le Dr. William Fraser Tolmie est le responsable du fort et de la compagnie agricole associée. Le fort ne servira jamais dans un grand conflit même si des forces armées y passèrent momentanément. Le traité de l'Oregon en 1846 laisse le fort en zone américaine. Le fort fermera en 1869 à la suite de la diminution de la demande de fourrures et l'augmentation des taxes. Il sera revendu aux États-Unis.
Dans les années 1930, le fort sera rénové et reconstruit dans le Point Defiance Park (en) de la ville de Tacoma dans le cadre du New Deal du président Franklin Roosevelt. Seuls deux bâtiments furent déplacés, les autres étant tombés en ruine au fil des années. Le grenier du fort (Fort Nisqually Granary) fut ainsi déplacé et déclaré National Historic Landmark en 1970.
Le fort est depuis utilisé comme un musée d'histoire. D'autres bâtiments non originaux furent ajoutés. Le site original est quant à lui étudié par des archéologues mais il ne reste plus de bâtiments à proprement parler.